# تایگای سیبری شرقی
تایگای سیبری شرقی (انگلیسی: East Siberian taiga) یک ناحیه بوم‌شناختی در زیست‌بوم جنگل‌های تایگا است که منطقه زیست‌جغرافیایی بسیار وسیعی واقع در شرق روسیه است.

## جغرافیا
این ناحیه بوم‌شناختی بسیار پهناور در قلب سیبری قرار دارد که در پهنه‌ای به وسعت بیش از ۲۰ درجه عرض جغرافیایی و ۵۰ درجه طول جغرافیایی گسترده شده‌است (°۵۲ تا °۷۲ شمالی و °۸۰ تا °۱۳۰ شرقی). آب‌وهوای ناحیه تایگای سیبری شرقی از نوع اقلیم زیرشمالگانی است (درختانی که در آنجا رشد می‌کنند مخروطی و خزان‌دار هستند) که ویژگی‌های آب‌وهوای خشن اقلیم قاره‌ای را نیز به نمایش می‌گذارد؛ به‌گونه‌ای که بیشینه و کمینه دمایی از ۴۰ درجه سلسیوس (۱۰۴ درجه فارنهایت) تا −۶۵ درجه سلسیوس (−۸۵ درجه فارنهایت) و احتمالاً کمتر از آن می‌رسد. زمستان‌ها در این ناحیه طولانی و بسیار سرد ولی خشک به همراه بارش اندک برف ناشی از تأثیر پرفشار سیبری است. زمستان‌های این ناحیه کوتاه است اما به نسبت موقعیت شمالی ناحیه می‌تواند بسیار گرم باشد.
بارندگی ناحیه کم و بین ۲۰۰ تا ۶۰۰ میلی‌متر در سال است که مقدار آن از شرق به غرب کاهش می‌یابد. توپوگرافی ناحیه متنوع و شامل دشت‌های پهناور و هموار و مناطق کارستی است. این ناحیه برخلاف تایگای سیبری غربی که در همسایگی آن قرار دارد، آشکارا فاقد خاک باتلاقی و تالاب است. برخی از درختان نیز برگ‌ریزان سالانه دارند که این از ویژگی جنگل‌های خزان‌دار است.